# 大久保忠礼
大久保 忠礼（おおくぼ ただのり）は、江戸時代末期の大名、明治時代の華族（子爵）。小田原藩大久保家11代・13代の当主で、相模国小田原藩の第9代藩主だった。徳川斉昭の甥で、徳川慶喜の従弟にあたる。

## 生涯
天保12年（1841年）12月2日、讃岐国高松藩主・松平頼恕（徳川斉昭の兄）の五男として誕生した。安政6年（1859年）、小田原藩8代藩主・大久保忠愨の死去により、その養子として家督を継ぐ。
文久3年（1863年）11月、奏者番に任じられる。元治元年（1864年）の14代将軍・徳川家茂の上洛にも従った。慶応3年（1867年）9月から慶応4年（1868年）までは甲府城代を務めた。
慶応4年（1868年）からの戊辰戦争では、官軍に恭順して箱根の関所を明け渡したが、5月に林忠崇や伊庭八郎ら旧幕府軍の攻撃により官軍側が一時的に不利になると、旧幕府方に協力した。しかし、江戸に在府していた藩士・中垣斎宮の説得を受けて、自ら本源寺に謹慎して再び官軍に恭順した。戦後に裏切ったことを問題視され、明治元年（1868年）9月、蟄居の上、城地収公・官位剥奪となった。
同年12月4日に養子（大久保教長の子）忠良に改めて小田原7万5000石が与えられて家名存続が許された。
忠礼自身も後に罪を許され、明治8年（1875年）7月、忠良から家督を譲られて再び当主となった。明治17年（1884年）の華族令施行で子爵となる。明治30年（1897年）8月10日に死去した。享年57。長男の忠一（ただまさ）が爵位と家督を相続した。

## 栄典
- 1860年（万延元年）12月16日従五位下加賀守[2]
- 1866年（慶応2年）正月15日従四位下[2]
- 1868年（明治元年）6月4日 位階官職剥奪[2]
- 1884年（明治17年）7月8日 - 子爵[4]

## 家族
父母
- 松平頼恕（実父）
- 大久保忠愨（養父）

妻
- 幸 - 大久保教義の娘（1番目の妻）
- 石川総貨の娘（2番目の妻）
- 幸 - 陸奥白河藩主阿部正備の娘（3番目の妻）。 阿部正静継室後に京極高典正室後に大久保忠礼継々室。

子女
- 大久保忠一（長男）

養子
- 大久保忠良 ー 大久保教義の長男